# 芦潮港镇
芦潮港镇是中华人民共和国上海市浦东新区曾经下辖的一个镇。面积为18.3平方公里。户籍人口1.65万（2008年）。2012年9月19日成为新挂牌成立的南汇新城镇的一部分。

## 行政区划
2011年下辖港口居委会、果园居委会、新芦社区居委会、农场社区居委会、海尚社区居委会、海芦社区居委会、海汇社区居委会和汇角村村委会。